# Cabbage
Cabbage est un jeu vidéo de simulation de vie, sur Nintendo 64DD où l’on doit s’occuper d’un chou, d’où son nom. Il fut annulé très tôt dans son développement car cette extension de la Nintendo 64 est un échec commercial. Il n’existe aucune image du jeu mais plusieurs magazines de l’époque en parlent (à travers d’interview de Shigeru Miyamoto par exemple). Ce jeu devait être développé par de grandes figures du jeu vidéo, comme Shigeru Miyamoto (le créateur de la série Super Mario et The Legend of Zelda), Shigesato Itoi (la série Mother/Earthbound) ou encore Satoshi Tajiri (qui a imaginé la série Pokémon). On pouvait à priori connecter une Game Boy pour échanger des données avec une autre console N64. Miyamoto a confirmé en 2006 que ce projet non abouti aurait inspiré Nintendo pour sortir des jeux comme Nintendogs ou encore Animal Crossing.